# Piper chiangdaoense
Piper chiangdaoense är en pepparväxtart som beskrevs av Suwanph. & Chantar.. Piper chiangdaoense ingår i släktet Piper och familjen pepparväxter. Inga underarter finns listade i Catalogue of Life.